# Assumpció Nicolazzi i Rovira
Assumpció Nicolazzi i Rovira (Girona, 1922 – 2018) ha estat durant tota la seva vida la propietària i la responsable de la direcció de l'Hotel Peninsular de Girona i del cafè Savoy, dos històrics establiments de Girona, situats al carrer Nou.

## Biografia
La seva vida sempre ha estat vinculada a l'hotel familiar, l'Hotel Peninsular, l'establiment hostaler més antic de la ciutat de Girona, que havia estat creat el 1853 pel seu besavi, el piemontès Pietro Nicolazzi Primatesta, aleshores sota el nom de Fonda de San Antonio. La Fonda va ser rebatejada el 1895 amb el nom actual d'Hotel Peninsular. Tot i les dificultats existents per a les dones de l'època d'accedir a llocs de responsabilitat, es va fer càrrec del negoci, a mitjan segle xx.
El cafè Savoy va ser fundat pels seus pares la dècada del 1930 i de seguida es va convertir en un punt de trobada de la burgesia de l'època; amb el pas dels anys va passar a ser un dels cafès destacats de la ciutat de Girona.
Va ser impulsora del bar-restaurant La Rosaleda, a la devesa de Girona. Aquest establiment va esdevenir un lloc important tant pels gironins, perquè era lloc de socialització els caps de setmana, com pels turistes que començaven a arribar a la ciutat i hi feien parada per anar a la Costa Brava.
L'any 1960 la família va adquirir l'Hotel Alga, de Calella de Palafrugell. Més endavant va recuperar el restaurant L'Arcada, a la gironina Rambla de la Llibertat, va impulsar els premis literaris Prudenci Bertrana i va presidir l'Associació de Veïns del carrer Nou.
Va entrar en el món de la política gironina, essent regidora de l'Ajuntament de Girona durant el mandat 1987-1991, durant el qual va formar part, per exemple, del Consell Municipal de la Gent Gran, i va participar activament en les Comissions de Cultura i d'Educació, i en la Comissió de Promoció de la Ciutat, sobretot en l'exposició Girona, temps de flors.